# Monthly Shōnen Jump
Il Monthly Shōnen Jump (月刊少年ジャンプ?, Gekkan Shōnen Janpu) era una rivista mensile di manga shōnen giapponese pubblicata da Shūeisha sin dal 6 febbraio 1970. La sua rivista sorella è Weekly Shōnen Jump. Il 22 febbraio 2007 Shūeisha annunciò che Monthly Jump avrebbe cessato la sua pubblicazione dopo il numero di luglio, pubblicato il 6 giugno 2007.
Monthly Shōnen Jump venne poi sostituito da Jump Square a partire dal 2 novembre 2007.
Tra il 6 giugno ed il 2 novembre Shūeisha ha pubblicato le serie Claymore, Gag Manga Biyori, Rosario + Vampire e Tegami Bachi in Weekly Shōnen Jump.

## Manga pubblicati
I titoli con accanto ★ fecero parte dell'ultima uscita, mentre i titoli con accanto ☆ hanno continuato ad essere pubblicati anche nel Jump Square.
- Yūichi Agarie & Kenichi Sakura
  - Kotokuri ★
- Hiroshi Aro
  - Sherriff
- Rin Hirai
  - Legendz
- Akira Toriyama
  - Neko Majin Z
- Hiroyuki Asada
  - I'll
  - Letter Bee ★☆
- Takehiko Inoue
  - Buzzer Beater
- Akio Chiba
  - Captain
- Kōichi Endo
  - Shinigami-kun
- Fumihito Higashitani
  - Kuroi Love Letter ★
- Daisuke Higuchi
  - Go Ahead
- Shōtarō Ishinomori
  - Cyborg 009
- Yūko Ishizuka
  - Anoa no Mori ★
- Bibiko Kurowa
- Gentō Club
- Gatarō Man
  - Jigoku Kōshien
- Kōsuke Masuda
  - Gag Manga Biyori ★☆
- Takayuki Mizushina
  - Uwa no Sora Chūihō
- Akira Momozato
  - Guts Ranpei
- Motoki Monma
  - Kattobi Itto
- Gō Nagai
  - Kekko Kamen
- Keiji Nakazawa
  - I Saw It
- Tarō Nami & Hiroshi Takahashi
  - Eleven
- Riki Sanjo & Koji Inada
  - Beet the Vandel Buster ★
- Ami Shibata
  - Ayakashi Tenma
- Yoshihiro Takahashi
  - Shiroi Senshi Yamato
- Kikuhide Tani & Yoshihiro Kuroiwa
  - Zenki
- Osamu Tezuka
  - 1985 e no Tabidachi
  - Godfather no Musuko
  - Grotesque e no Shōtai
  - Inai Inai Bā
- Norihiro Yagi
  - Angel Densetsu
  - Claymore ★☆
- Akihisa Ikeda
  - Rosario + Vampire ★☆
- Katakura Masanori
  - Mahou Tsukai Kurohime★☆